# 보스코트레카세
보스코트레카세(이탈리아어: Boscotrecase)는 이탈리아 캄파니아주의 나폴리현 코무네이다. 나폴리로부터 남동쪽으로 20km 거리에 있다.